# Aku no Hana
Aku no Hana (Nhật: 惡の華 (Ác Hoa)) là một bộ manga Nhật Bản được viết lời và minh họa bởi Oshimi Shūzō. Nó được đăng theo kỳ trên Bessatsu Shōnen Magazine của Kodansha từ ngày 9 tháng 9 năm 2009 đến ngày 9 tháng 5 năm 2014 và được cấp phép bởi Vertical ở Bắc Mỹ. Câu chuyện kể về một học sinh cấp hai tên là Kasuga Takao, cậu bị một người bạn cùng lớp Nakamura Sawa ép buộc vào một "giao kèo" sau khi cậu bị bắt gặp ăn trộm quần áo thể dục của người bạn gái mà cậu thầm yêu Saeki Nanako, quãng đời học sinh đầy rắc rối, phức tạp của bộ ba kể từ đó đã bắt đầu. Tiêu đề của manga dựa trên tập thơ Les Fleurs du Mal của Charles Baudelaire.
Bộ manga đã nhận được một đề cử tại giải Manga Taishō thứ năm. Một bộ phim truyền hình anime chuyển thể từ manga được sản xuất bởi Zexcs, được phát sóng tại Nhật Bản từ tháng 4 đến tháng 6 năm 2013. Nó được đồng phát sóng bên ngoài Nhật Bản bởi Crunchyroll. Bộ anime được sử dụng các kỹ thuật rotoscoping, gây ra một số tranh cãi giữa những người hâm mộ manga. Bộ anime đã được cấp phép bởi Sentai Filmworks.
Một bộ phim chuyển thể người đóng đã được phát hành vào ngày 27 tháng 9 năm 2019.

## Cốt truyện

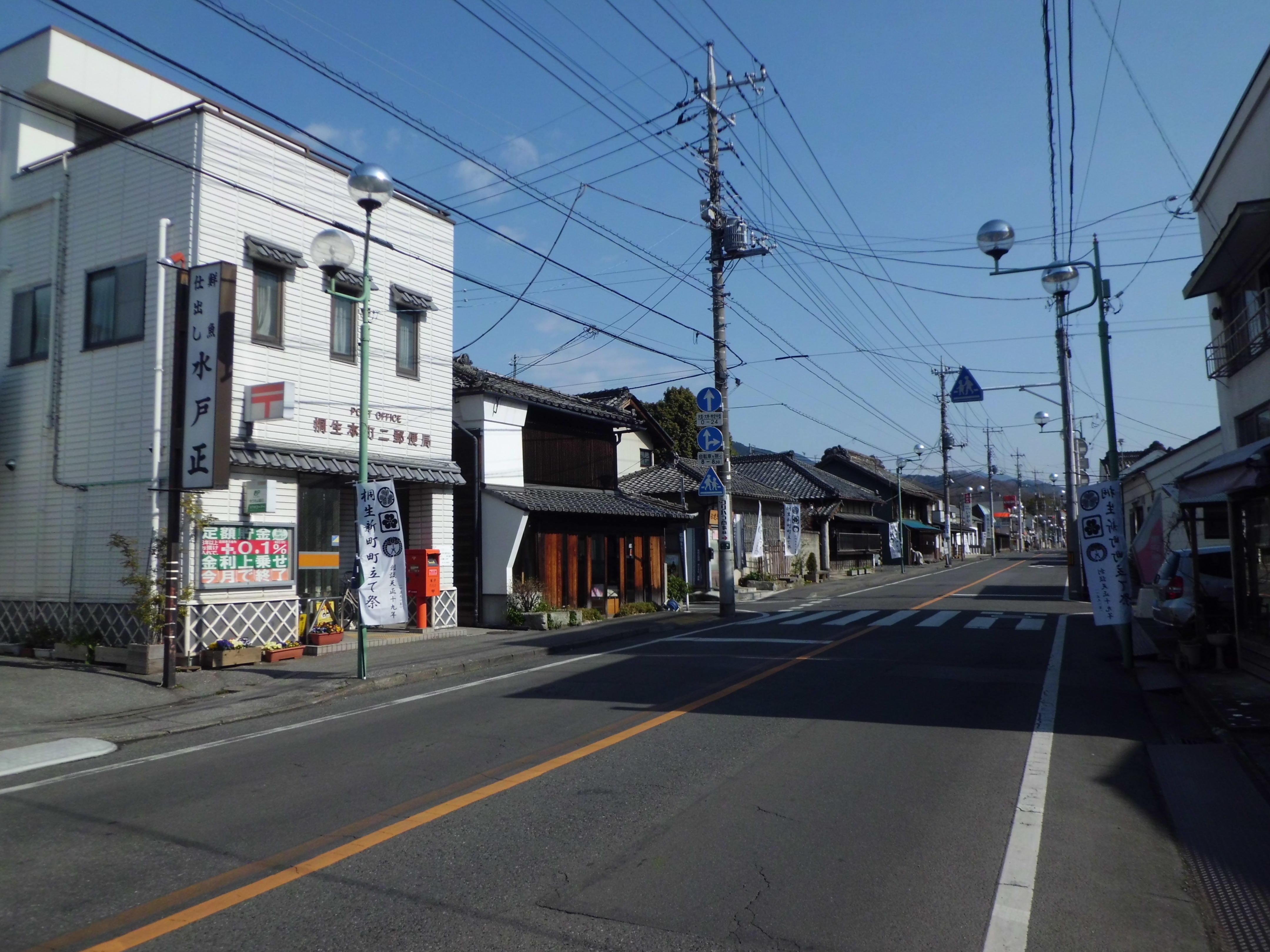
Phần đầu tiên của bộ truyện lấy bối cảnh Kiryu, Gunma

Câu chuyện bắt đầu ở một thị trấn nhỏ ở tỉnh Gunma và theo chân Kasuga Takao, một con mọt sách cấp hai có niềm yêu thích với tập thơ Les Fleurs du mal của Charles Baudelaire. Một ngày sau giờ học, trong một phút bốc đồng cậu đã ăn trộm quần áo thể dục của Saeki Nanako, người bạn cùng lớp mà cậu thầm yêu. Tuy nhiên, một người bạn cùng lớp khác tên Nakamura Sawa đã bắt gặp cậu và ép cậu vào một "giao kèo". Cũng tại thời điểm đó, Kasuga ngày càng thân thiết với Saeki và trở thành bạn trai của cô.
Khi Kasuga dành nhiều thời gian hơn cho cả hai cô gái, cậu cảm thấy tội lỗi của hành vi tên trộm biến thái đè nặng lên mình. Cậu định cố gắng thú nhận bằng cách phá hoại lớp học của mình với Nakamura nhưng Saeki vẫn không muốn cắt đứt quan hệ với cậu. Khi mẹ cậu phát hiện ra cậu là thủ phạm của vụ phá hoại, cậu đã rời khỏi nhà và cố gắng đạp xe đi trốn với Nakamura qua ngọn núi liền kề thị trấn. Saeki đuổi kịp cặp đôi khi họ nghỉ ngơi và tìm mọi cách để khiến Kasuga trở lại. Không thể lựa chọn giữa một trong hai, cậu đã từ chối cả hai; cảnh sát đến và bắt họ trở lại.
Một tháng sau, Kasuga chia tay Saeki và quyết tâm giúp đỡ Nakamura vì cảm thấy hoàn cảnh cô thật tội nghiệp. Cậu đã sáng tác ra một tác phẩm để bày tỏ nỗi lòng của mình với cô. Khi cô chạy trốn khỏi cậu, Kasuga đã đến nhà cô và đọc trộm nhật ký thể hiện sự bất mãn của cô khi không thể đến được "phía bên kia". Cậu đã trộm quần lót của tất cả các cô gái trong lớp ngoại trừ Saeki và sử dụng chúng để trang trí cho nơi ẩn náu tạm thời nhằm lấy lòng Nakamura.
Khi kỳ nghỉ hè bắt đầu, họ lên một kế hoạch đóng đinh quần lót vào một miếng gỗ dán để trưng bày tại lễ hội sắp tới. Saeki phát hiện ra kế hoạch và dụ dỗ Kasuga đến nơi ẩn náu, cố gắng quyến rũ cậu và khuyên cậu ở lại thị trấn của họ. Khi cậu tuyên bố chọn Nakamura thay vì cô, cô đã cưỡng hiếp cậu nhưng vẫn gặp phải sự kháng cự quyết liệt từ Kasuga buộc cô phải phóng hỏa thiêu rụi nơi ẩn náu.
Saeki sau đó ra đầu thú với cảnh sát về hành vi phóng hỏa của mình khiến người bạn thân nhất Kinoshita Ai báo với trường của họ về tội ác của Kasuga. Trường học không muốn đụng chuyện phức tạp với cảnh sát và cha mẹ cậu quyết định chuyển sang nơi khác để sống sau kỳ nghỉ. Một ngày trước lễ hội, Nakamura đột nhập vào nhà của Kasuga, tấn công cha cậu và cả hai cùng bỏ trốn. Tại lễ hội, họ không cải trang và trèo lên khán đài, trong tay cầm dao. Họ nguyền rủa cả thị trấn của họ và định phóng hỏa tự thiêu. Nhưng trước khi họ có thể sử dụng một chiếc bật lửa, Nakamura đã đẩy Kasuga ra khỏi khán đài và cô cũng bị cha mình đá ra khỏi đó. 

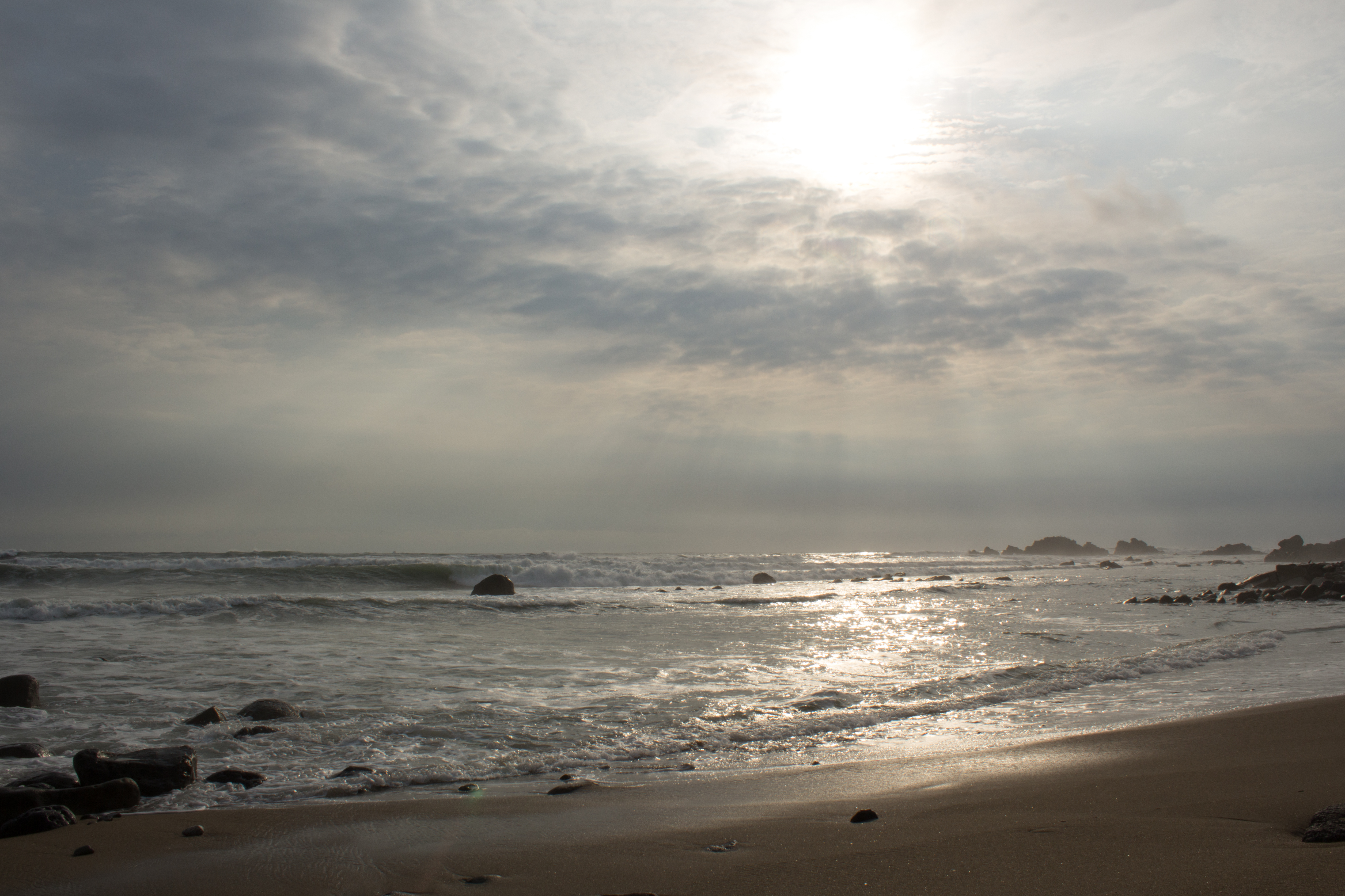
Bãi biển ở thị trấn Tokawa nơi Kasuga và Tokiwa nói chuyện với Nakamura

Vài năm sau, Kasuga học cao trung ở Ōmiya-ku, Saitama và vẫn không thể quên được Nakamura. Kasuga tìm thấy người bạn cùng lớp Tokiwa Aya đang nhìn Les Fleurs du mal trong một hiệu sách cũ và cô bắt đầu cho cậu mượn tiểu thuyết, khơi lại tình yêu văn chương trong cậu.
Kasuga phát hiện ra rằng cô đang thực hiện một cuốn tiểu thuyết và rơi nước mắt khi đọc bản thảo vì cảm thấy đồng cảm với nhân vật chính. Kasuga gặp lại Saeki khi họ định đi tìm chỗ ăn trưa, cô buộc tội cậu lợi dụng Tokiwa như một người thay thế cho Nakamura. Kasuga đến thăm Tokiwa tại nơi làm việc của cô và hỏi về công việc, nói rằng cậu sẽ giúp đỡ cô và cô đồng ý.
Kasuga trở về quê hương của mình vì nhận được tin dữ từ ông nội và cuối cùng gặp lại Kinoshita, người cảm thấy hối hận khi bị Saeki bỏ lại và nói với Kasuga nơi Nakamura chuyển đến. Tokiwa hoàn thành cuốn tiểu thuyết của mình nhưng Kasuga đã kể cho cô về quá khứ của cậu và mong muốn được gặp lại Nakamura. Họ đi tàu đến ga Tokawa ở Chōshi, Chiba và tìm ra quán ăn của cô, nơi mẹ cô cảnh báo họ rằng Nakamura hiện đang sống một cuộc đời "bình yên", nhưng Tokiwa vẫn muốn được nói chuyện với cô.
Họ nói chuyện tại một bãi biển gần đó và Kasuga hỏi cô rất nhiều nhưng không nhận được câu trả lời thỏa đáng. Kasuga đã nói với Nakamura rằng cậu rất vui vì cô đã không biến mất. Sau này, Kasuga đã theo học tại một trường cao đẳng và vẫn hẹn hò với Tokiwa, người vẫn miệt mài với việc viết tiểu thuyết. Sau khi chìm vào giấc ngủ, Kasuga mơ thấy bông hoa héo tàn của ác ma, vết sẹo của nó không còn hiện hữu trên tay anh nữa. Trong giấc mơ, anh mường tượng ra tương lai của các nhân vật trong truyện, anh kết hôn và có một đứa con với Tokiwa, Saeki bắt đầu gia đình riêng của mình và đoàn tụ với Kinoshita, còn Nakamura tìm thấy được sự mãn nguyện và cuối cùng rời khỏi thị trấn để đến thành phố. Vào cuối giấc mơ, Nakamura ngước nhìn bông hoa ác ma của chính mình. Khi tỉnh dậy, Kasuga bắt đầu viết vào cuốn sách trống rỗng của mình như thể đang ở trong giấc mơ vừa rồi, có lẽ là về các sự kiện đã xảy ra trong manga.
Chương cuối cùng mô tả thế giới quan của Nakamura về cuộc gặp gỡ đầu tiên của cô với Kasuga. Trong mắt cô, cô nhìn thấy mọi người và mọi thứ xung quanh mình là đơn sắc và biến dạng, tượng trưng cho sự chán ghét của cô đối với sự tầm thường. Khi cô nhìn thấy Kasuga ăn cắp bộ đồ thể dục, hình thù của cậu trở nên rõ ràng với cô. Sau này, Nakamura cảm thấy mình hòa nhập với sự bình thường mà cô hằng khinh bỉ. Trước khi cô trở nên như vậy, hình ảnh Kasuga đã xuất hiện với chiếc xe đạp của cậu, định nghĩa lại đầy đủ thế giới của cô đến từng chi tiết và cả sắc màu đỏ thắm của nó.

## Nhân vật
Kasuga Takao (春日 高男)
Lồng tiếng bởi: Ueda Shin'ichirō
Phim người đóng bởi: Ito Kentaro
Một học sinh trung học hướng nội với niềm đam mê mãnh liệt với văn chương. Cậu cảm thấy xa lạ cũng như nghẹt thở với thế giới xung quanh. Quan điểm của cậu về người khác rất mờ nhạt – cậu coi họ là những người không biết gì cũng như không có khả năng hiểu các chủ đề trừu tượng có trong những cuốn sách mà cậu đọc, cụ thể là Les Fleurs Du Mal của Charles Baudelaire. Cậu thần tượng người bạn cùng lớp Saeki là đỉnh cao của sắc đẹp và đức hạnh, gọi cô là nàng thơ và là một thiên thần. Mặc dù cậu coi việc tôn thờ Saeki của mình là hoàn toàn thuần khiết, nhưng nhiều lúc cậu không thể kiềm chế những ham muốn trước sự hấp dẫn của cô. Kasuga vô cùng băn khoăn trước những cảm xúc này vì cậu cho rằng chúng làm giảm giá trị tôn thờ Saeki của cậu và là một tội lỗi tương phản với sự trong sạch của cô.
Ban đầu cậu nhìn Nakamura với nỗi sợ hãi và dè chừng, nhưng theo thời gian Kasuga dần dần phát triển mối quan hệ với cô. Tình cảm cậu dành cho Nakamura không lãng mạn theo kiểu truyền thống, mà là sự kết hợp của niềm đam mê sâu sắc, sự cảm thông và sự quy phục. Cậu từ chối Saeki để theo đuổi một viễn cảnh về tương lai không mấy thực tế với Nakamura.
Nakamura Sawa (仲村 佐和)
Lồng tiếng bởi: Ise Mariya
Phim người đóng bởi: Tamashiro Tina
Một người bạn cùng lớp của Kasuga, người tỏ ra vô cùng chán ngán đến thế giới xung quanh cũng như sự khinh miệt đối với bất cứ ai mà cô tiếp xúc. Sự tồn tại của cô bị các bạn cùng lớp ngó lơ, họ coi cô là một sự phiền nhiễu. Cô duy trì một cảm xúc phẳng lặng khi tương tác với mọi người, thường đáp lại họ một cách cụt ngủn. Nakamura coi thế giới là một "biển sâu bọ" chỉ biết nghĩ tới dục vọng. Cô luôn cảm thấy bị tra tấn bởi sự bất lực của bản chất nhục dục của mình và cũng cảm thấy kinh tởm với vẻ bề ngoài trang trọng giả tạo của thế giới.
Nakamura xem Kasuga như một người có bản chất giống cô mặc dù cậu vẫn bị chôn vùi dưới lớp vỏ bọc đứng đắn của xã hội. Cô quyết định gài cậu vào một "giao kèo", trong đó cô dự định sẽ dần dần loại bỏ "lớp vỏ bọc" mà cậu đang giấu đằng sau. Cảm xúc của Nakamura đối với Kasuga lúc bắt đầu có sự vô nhân tính, vì ban đầu cô coi cậu như một đối tượng thử nghiệm hoặc món đồ chơi. Tuy nhiên, thời gian trôi qua, cô dần phát triển lòng trắc ẩn với sự "tiến bộ" của cậu.
Saeki Nanako (佐伯 奈々子)
Lồng tiếng bởi: Hikasa Yōko
Phim người đóng bởi: Akita Shiori
Một cô gái khác trong lớp của Kasuga, người mà cậu có cảm tình, Saeki được coi là học sinh giỏi nhất lớp và được coi là một cô gái nổi tiếng và xinh đẹp. Sau khi Kasuga bảo vệ Nakamura khỏi phần còn lại của lớp và đứng về phía cô, Saeki bắt đầu quan tâm đến Kasuga, đặc biệt là niềm đam mê của cậu dành cho Les Fleurs du mal, mặc dù cô phải vật lộn để hiểu được nội dung của nó. Cảm thấy bản thân mình bị cha mẹ bóp nghẹt, cô có sự liên kết đặc biệt với cách mà cậu có thể thể hiện con người thật của mình mà không phải che giấu tính cách, ham muốn hay sở thích của mình. Hai người bắt đầu hẹn hò và Saeki tiết lộ cô khao khát một cuộc sống mà cô không phải giả tạo với cách cư xử đúng mực đúng đắn và tập trung vào học tập. Thật vậy, mối quan hệ của cô với Kasuga phản ánh cậu với Nakamura, sự thù hận và thần tượng hóa của cô với cậu khiến cô thực hiện hành vi đốt phá và cưỡng hiếp. Cô sau đó sống ở Utsunomiya và có một người bạn trai mới, theo Tokiwa là "trông rất giống" như Kasuga.
Tokiwa Aya (常磐 文)
Phim người đóng bởi: Iitoyo Marie
Một nhân vật được giới thiệu lần đầu tiên trong phần thứ hai của câu chuyện, cô được miêu tả là một người đẹp cao, tóc đỏ cùng năm với Kasuga, được bạn bè tôn kính, nhưng được biết là hẹn hò với một anh chàng lớn tuổi hơn từ một trường khác. Kasuga nhận thấy cô đang cầm một bản sao của Les Fleurs du mal trong một hiệu sách và phát hiện ra niềm đam mê của cô đối với sách. Cô giúp cậu khôi phục lại tình yêu với văn chương một lần nữa và trở nên thân thiết với cậu, đến mức kích động sự nghi ngờ của bạn trai Koji đối với Kasuga. Kasuga giúp đỡ cô viết tiểu thuyết của mình.
Kinoshita Ai (木下 亜衣)
Lồng tiếng bởi: Uemura Ayako
Người bạn thân nhất của Saeki. Thẳng thắn và nóng nảy, cô có sự quan tâm sâu sắc đến Saeki và trở nên phẫn nộ với Kasuga vì nỗi đau mà cậu gây ra cho Saeki. Cô sau đó nhận ra sự thật từ Saeki khi cô biết được bạn mình đã theo dõi Kasuga và Nakamura. Cô cảm thấy phải khẩn cấp báo cảnh sát về những hành vi của cặp đôi, chỉ để bị Saeki mắng vì Saeki tin rằng cô sẽ có thể thay đổi được Kasuga. Khi sự việc tiến triển và cô cũng nhận ra sự tha hóa của Saeki, cô không thể chịu nổi nữa và quyết định vạch trần Kasuga và Nakamura, nhưng việc làm đó cũng liên lụy đến người bạn thân nhất của cô.
Yamada (山田 Yamada)
Lồng tiếng bởi: Matsuzaki Katsutoshi
Một người bạn của Kasuga. Hắn là một gã trai mập mạp, một kẻ nhạo báng ba hoa và không hiểu được niềm đam mê của Kasuga với Les Fleurs du mal.
Kojima Ken (小島 建)
Lồng tiếng bởi: Hamazoe Shin'ya
Một người bạn khác của Kasuga.

## Sản xuất

### Manga

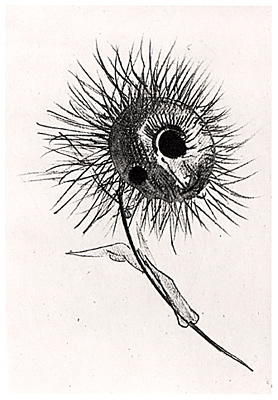
Hình minh họa một bông hoa của Odilon Redon trong Les Fleurs du Mal mà Oshimi đã sửa đổi cho manga

Lần đầu tiên Oshimi đọc Les Fleurs du Mal của Charles Baudelaire ở trường cấp hai và cảm thấy cuốn sách này "ám muội, không đường hoàng, ấy vậy mà cao nhã một cách xấu xa". Hình tượng bông hoa mắt trong sê-ri dựa trên hình minh họa của Odilon Redon vào năm 1890 cho tập thơ Les Fleurs du Mal. Oshimi cũng lấy nguồn ý tưởng từ các nghệ sĩ khác, chẳng hạn như trang bìa của chương thứ mười nhại lại tác phẩm hội họa Maja diện y phục của Francisco Goya.
Theo Oshimi, Sakura no Uta của Adachi Tetsu cũng ảnh hưởng đến bộ manga này, nơi ông có thể liên tưởng đến cảm xúc của nhân vật chính và mô tả manga là "miêu tả sự tự ý thức u ám và mặt tối của tuổi trẻ với một cảm xúc mãnh liệt đến kinh ngạc..." Những manga khác có ảnh hưởng đến ông là Gekko no sasayaki của Kikuni Masahiko và Inu của Kashiwagi Haruko, mà ông cảm thấy có một điểm chung là chúng đều là những câu chuyện tuổi mới lớn về "khám phá" 'một hệ thống giá trị của điều gì đó'" mà ông hy vọng manga riêng của mình có thể làm. Sau khi xuất bản tập thứ hai của bộ manga, Oshimi đã biết về bộ phim Pháp Don't Deliver Us from Evil và khi nhìn lại, ông cảm thấy mình có thể liên tưởng đến các chủ đề của bộ phim nơi "các cô gái thần tượng Baudelaire và Lautrémont, tạo ra một vương quốc ma quỷ của chính tất cả bọn họ và rơi vào cảnh sụp đổ... "
Oshimi đã phác họa nhiều khía cạnh trong cuộc sống của mình cho manga chẳng hạn như các bối cảnh và nhân vật. Các bối cảnh đều dựa trên các địa điểm thực tế từ quê hương của Oshimi, bao gồm: thư viện trường học, bờ sông, và công viên nơi Kasuga bị tát nước. Nhiều nhân vật cũng có những nguyên mẫu ngoài đời thực: Nakamura dựa trên nguyên mẫu của một người từng gọi Oshimi là "sâu bọ" và những cụm từ khác mà Nakamura sử dụng. Hiruta, bạn của Kasuga, dựa trên người bạn học cấp hai của Oshimi, người đã phản bội ông vì bọn bắt nạt trong lớp.

### Anime

Một ví dụ về quy trình rotoscoping được sử dụng cho anime theo tuần tự: một video tĩnh được phác thảo và tô màu lại

Ban đầu, đạo diễn Nagahama Hiroshi đã từ chối lời đề nghị đạo diễn anime vì ông cảm thấy nó sẽ được thể hiện tốt nhất dưới dạng người đóng, nhưng đã xem xét lại khi ông tìm ra cách chuyển thể nó và nảy ra ý tưởng sử dụng rotoscoping. Ông cảm thấy đó là sự lựa chọn thích hợp nhất vì với ông, manga cảm thấy rất thực tế và gần gũi với cuộc sống hàng ngày. Việc quay phim người đóng mất khoảng ba tháng để hoàn thành tại địa điểm ở Kiryu, Gunma. Cùng với việc chỉnh sửa lại sau đó, nó mất khoảng gấp đôi thời gian để sản xuất so với một anime thông thường. Các bảng kết thúc ở cuối mỗi tập phim được chính Nagahama hoạt hình theo phong cách anime truyền thống để phân biệt chúng và ông đã tạo ra những lọn tóc của Oshimi để mô phỏng hoạt hình flash.
Trước khi ra mắt anime, nhà sản xuất đã chọn không phát hành bất kỳ tác phẩm nghệ thuật nhân vật nào. Khi anime lên sóng, việc sử dụng rotoscoping đã dẫn đến những lời chỉ trích từ người hâm mộ của manga. Nagahama biết rằng việc rotoscoping sẽ gây tranh cãi, nhưng ông cảm thấy nó đáng giá vì nó sẽ khiến anime có tác động, ngay cả khi nó bị xem là "đáng sợ". Khi được hỏi tại một hội thảo hỏi đáp tại Animazement 2013 về việc tại sao ông không chuyển thể nó thành một bộ phim người đóng truyền thống, ông trả lời rằng trong phim người đóng, trọng tâm là các diễn viên chứ không phải các nhân vật. Khi được hỏi thêm về loại bầu không khí mà ông đã cố gắng tạo ra với nhịp độ và nhạc nền của anime, Nagahama trả lời rằng ông muốn tạo ra một bộ anime cảm giác tươi mới. Trong một cuộc phỏng vấn với Natalie bao gồm cả Nagahama và Oshimi, Oshimi nói rằng ông đã biết về ý tưởng rotoscoping và chấp thuận sự chỉ đạo của Nagahama khi thực hiện chuyển thể, đặc biệt là ý định "để lại cho người xem một vết sẹo" mà ông cảm thấy phù hợp với mục tiêu của mình hiểu theo nghĩa bóng là "giết chết" người xem. Ông cũng cảm thấy rằng Nagahama có cái nhìn sâu sắc về câu chuyện và rằng anime cùng với manga đã hình thành hai phiên bản của câu chuyện từ ý tưởng ban đầu của ông. Oshimi cũng tham gia vào việc cung cấp thông tin phản hồi về việc chuyển thể khi nó diễn ra và khi được chiếu các bản vẽ theo phong cách anime, ông đã thích vẻ ngoài khác biệt của rotoscoping hơn.

## Chủ đề
Một trong những vấn đề mà Oshimi muốn giải quyết với manga là khái niệm "đồi trụy", thứ mà ông cảm thấy hay bị hiểu lầm và thực sự là một bản chất tiềm ẩn của mọi người. Một câu hỏi khác mà ông muốn tìm ra câu trả lời là giai đoạn tuổi vị thành niên kết thúc ở đâu? Sự khởi đầu thường phân định rạch ròi bởi các đặc điểm thể chất của tuổi dậy thì nhưng kết thúc của giai đoạn lại không rõ ràng. Ông cảm thấy điều này họ phải tự mình khám phá.

## Phương tiện truyền thông

### Manga
Bộ manga đã được ra mắt trong số ra đầu tiên của tạp chí manga Nhật Bản Bessatsu Shōnen Magazine do Kodansha xuất bản vào ngày 9 tháng 9 năm 2009 và kết thúc vào ngày 9 tháng 5 năm 2014. Kodansha đã biên soạn 57 chương thành 11 tập từ ngày 17 tháng 3 năm 2010 đến ngày 9 tháng 6 năm 2014. Sê-ri được cấp phép ở Bắc Mỹ bởi Vertical vào tháng 9 năm 2011, với tập đầu tiên được xuất bản vào ngày 8 tháng 5 năm 2012 và tập cuối cùng vào ngày 14 tháng 10 năm 2014. Vertical đã thông báo tại Anime Central 2017 rằng họ sẽ phát hành lại manga trong bốn tập omnibus (sách in lại ở nhiều tác phẩm). Phiên bản tiếng Nhật của bìa tập đầu tiên ban đầu có một bóng thoại trong đó Nakamura nói "Đồ sâu bọ", nhưng phiên bản Vertical đã thay thế lời thoại bằng tiêu đề. Bộ manga cũng đã được xuất bản tại Ý bởi Panini Comics, tại Tây Ban Nha bởi Norma Editorial, và tại Đài Loan bởi Nhà xuất bản Đông Lập.

### Anime
Bộ phim chuyển thể từ anime được đạo diễn bởi Nagahama Hiroshi và được sản xuất bởi Zexcs. Đó là anime đầu tiên sử dụng kỹ thuật hoạt hình rotoscoping trong suốt bộ phim. Phim được phát sóng tại Nhật Bản từ ngày 5 tháng 4 đến ngày 29 tháng 6 năm 2013 và đã được cấp phép bởi Sentai Filmworks ở Bắc Mỹ. Crunchyroll có quyền phát trực tuyến tại Úc, Bắc Mỹ, Anh và các vùng lãnh thổ khác. Bài hát chủ đề mở đầu là "Aku no Hana" (惡の華) của Uchūjin với các ca sĩ khách mời Noko, Gotō Mariko và Nanba Shiho. Chủ đề kết thúc là "花 Bông hoa cuối cùng" của Asa-Chang & Junray. Tại Sakura-Con 2014, Nagahama đã giải thích về sự flashforward ở kết thúc của tập cuối như một lời tuyên bố về ý định của ông cho việc sản xuất mùa thứ hai.

### Phim người đóng
Một bộ phim chuyển thể người đóng đã được phát hành tại Nhật Bản vào ngày 27 tháng 9 năm 2019. Bộ phim được đạo diễn bởi Iguchi Noboru, với kịch bản của Okada Mari, và âm nhạc của Fukuda Yasuhiko.

## Đón nhận

### Manga
Tại Nhật Bản, bộ manga đã được xếp hạng nhiều lần trong danh sách Oricon: Tập 5 là bộ manga bán chạy thứ 30 trong tuần ngày 2 tháng 1 năm 2012, tăng lên thứ 17 vào tuần tới. Tập 7 là bộ manga bán chạy thứ 44 trong tuần 10 tháng 12 năm 2012. Tập 8 là bộ manga bán chạy thứ 22 trong tuần ngày 3 tháng 6 năm 2013, tăng lên thứ 17 vào tuần tiếp theo. Tập 9 là bộ manga bán chạy thứ 22 trong tuần ngày 5 tháng 8 năm 2013, rơi xuống thứ 29 vào tuần tiếp theo. Tập 10 là bộ manga bán chạy thứ 17 trong tuần ngày 6 tháng 1 năm 2014, rơi xuống thứ 25 vào tuần tiếp theo. Tập 11 là bộ manga bán chạy thứ 5 trong tuần ngày 9 tháng 6 năm 2014, rơi xuống thứ 42 vào tuần tiếp theo. 9 tập đầu tiên của manga đã bán được hơn 2 triệu bản tại Nhật Bản. Bộ manga cũng đứng thứ 18 trong Top 20 Manga dành cho độc giả nam trong cuốn sách hướng dẫn Kono Manga ga Sugoi!. Bản địa hóa manga được thực hiện bởi Vertical đã có thể lọt vào bảng xếp hạng Những Manga bán chạy nhất của The New York Times trong hai kỳ khác nhau: Tập 1 là bộ manga bán chạy thứ 3 trong tuần ngày 13 tháng 5 năm 2012  và Tập 3 là tập manga bán chạy thứ 8 vào ngày 28 tháng 10 năm 2012.
Bộ manga đã được đề cử cho Manga Taishou thứ năm (Giải thưởng lớn về phim hoạt hình) nhưng bị thua bởi tác phẩm Gin no Saji của Arakawa Hiromu.

### Anime
Carl Kimlinger, biên tập viên của Anime News Network (ANN) đã dành nhiều lời khen ngợi khi phát trực tuyến, khen ngợi nỗ lực của cả đạo diễn Nagahama Hiroshi và nhà soạn nhạc Fukasawa Hideyuki vì đã khắc họa tác phẩm của Oshimi một cách trung thực phương diện kinh dị tâm lý và lãng mạn đen tối với sự trợ giúp của rotoscoping cùng với nhạc nền quái gở không theo điệu thức hoặc thang âm nào, nói rằng, "[Nó] là một sê-ri có thể bị công kích từ mọi phía và không có vết nứt. Nói thì, trong sự khó chịu thú vị của nó, nó là một kiệt tác." Đồng biên tập viên ANN Nick Creamer cũng thích bộ truyện này, ca ngợi câu chuyện truyền tải chủ đề về bản chất con người và sự đồng phụ thuộc với sự phi luân lý và định hướng nhịp điệu chậm rãi và có hệ thống của nó, kết luận rằng "Aku no Hana là một trong những chương trình hay nhất trong những năm gần đây, một mảng tâm tính liều lĩnh ngớ ngẩn với một hiệu quả thẩm mỹ độc đáo và một sự thấu hiểu sâu sắc và cảm thông cho những thách thức cảm xúc của tuổi trẻ. Bộ phim nên được xem bởi những ai thích thú với tiềm năng của phim hoạt hình trong việc truyền tải chân lý của con người." Richard Eisenbeis của Kotaku, mặt khác, đã chỉ trích rất nhiều bộ phim vì có một dàn nhân vật chính không thể ưa nổi, không có tình tiết mất-còn nào, và các khía cạnh kỹ thuật tồi tệ về mặt hoạt hình và không có nhạc nền ở một số chỗ, kết luận rằng, "Đó chỉ là một thảm họa thật sự. Tôi không giới thiệu nó cho ai cả." Tim Jones, viết cho THEM Anime Reviews, cũng thấy bức bối bởi phong cách rotoscoping, nói rằng nhìn xa thì trông nó "kỳ cục và gai mắt." Nhưng Jones đã khen ngợi kỹ xảo điện ảnh, sự phát triển của bộ ba nhân vật chính và định hướng của Nagahama cho dựng cảnh trường trung học điển hình.